# Milan van Waardenburg

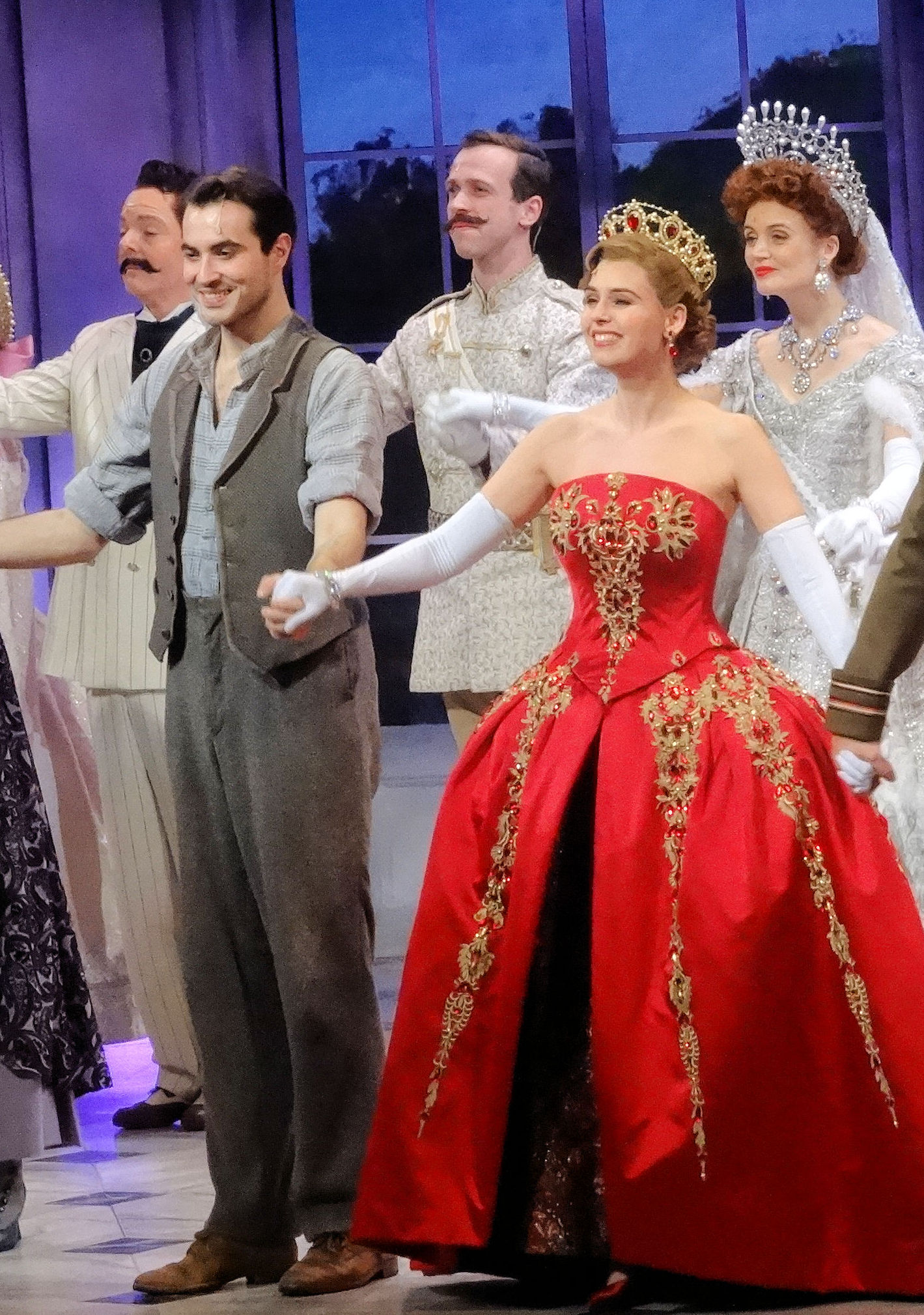
Van Waardenburg (links) als Dmitri in Anastasia (2020)

Milan van Waardenburg (* 15. Februar 1994 in Kerkrade) ist ein niederländischer Musicaldarsteller. Seine Stimmlage ist Tenor.

## Leben
Bereits in seiner Kindheit hatte Milan van Waardenburg durch seine Großmutter, die ebenfalls Bühnendarstellerin war, einen Bezug zum Bühnenleben. Seine erste eigene Musicalerfahrung sammelte er im Alter von elf Jahren in einer Produktion des niederländischen Musicals „Kunt u mij de weg naar Hamelen, vertellen meneer?“.
Von 2012 bis 2016 studierte er Musiktheater an der Fontys Hogeschool voor de Kunsten in Tilburg. Während seiner Ausbildung erhielt er unter anderem Gesangsunterricht von Edward Hoepelman sowie Schauspielunterricht von Marc Krone, einem niederländischen Direktor und Schauspieler. Außerdem nahm er an Workshops unter der Leitung der bekannten Musicaldarstellerin Pia Douwes teil.
Während seines Studiums war er bereits in Produktionen von Into the Woods und Company zu sehen und verkörperte 2015 in „Ein Abend mit Kurt Weill“, einer Inszenierung von Marc Krone, den Juden Horst Lothar Koppel. Im Jahr 2015 spielte er des Weiteren im Musical Rent den Roger Davis im Fakkeltheater in Antwerpen in Belgien. Neben seinem Studium stand er drei Jahre als Sänger in einem niederländischen Freizeitpark auf der Bühne.
Seinen Durchbruch in Deutschland feierte Milan van Waardenburg in der Rolle des Herberts in der Wiederaufnahme des Musicals Tanz der Vampire im Theater des Westens in Berlin. Er begleitete die Tourproduktion anschließend auch nach München und Stuttgart. In der Zeit von April 2017 bis Oktober 2018 spielte er im Musical Der Glöckner von Notre Dame, welches im April 2017 im Theater des Westens Premiere feierte. Ab Herbst 2018 war Milan van Waardenburg als Dimitri in der deutschen Erstaufführung des Broadway-Musicals Anastasia in Stuttgart zu sehen sein. Von September 2019 bis März 2020 spielte er diese Rolle in der niederländischen Produktion am Circustheater in Scheveningen. In Die Eiskönigin – Das Musical verkörperte van Waardenburg von November 2021 bis Oktober 2022 im Hamburger Theater an der Elbe die Erstbesetzung des Hans.

## Engagements
- 2015: Rent, Fakkeltheater Antwerpen, Rolle: Roger Davis
- 04/2016 – 02/2017: Tanz der Vampire, Tourproduktion in Theater des Westens Berlin; Deutsches Theater München, Palladium Theater Stuttgart, Rolle: Erstbesetzung Herbert, Zweitbesetzung Nightmare Solo 1 und 2
- 04/2017 – 10/2018: Der Glöckner von Notre Dame, Tourproduktion im Theater des Westens Berlin, Deutsches Theater München, Apollo Theater Stuttgart Rolle: Zweitbesetzung Quasimodo, Leutnant Frederic Charlus, Ensemble
- 2018: “Frozen” Disney in concert, Tour durch Deutschland, Rollen: Olaf und Kristoff
- 11/2018 – 07/2019: Anastasia, Palladium Theater Stuttgart, Rolle: Erstbesetzung Dimitri
- 09/2019 – 03/2020: Anastasia, Scheveningen, Rolle: Erstbesetzung Dimitri
- 11/2021 – 10/2022: Disneys Die Eiskönigin, Stage Theater an der Elbe Hamburg, Rolle: Erstbesetzung Hans
- 03/2023 – 01/2024: Les Misérables, Tour Niederlande & Belgien, Rolle: Jean Valjean
- 03/2024 – ?: Les Misérables, West End, London, Rolle: Jean Valjean